# Vampire Knight
Vampire Knight är en manga skriven och tecknad av Matsuri Hino. Den publiceras först i den japanska tidningen LaLa och började ges ut i den svenska tidningen Shojo Stars från och med nr. 12 år 2008. Dock lades Shojo Stars ned, och därför ges inget mer efter kapitel 18 ut. Serien har även gjorts till en anime baserad på mangan.

## Handling
Vampire Knight handlar om Yuuki Cross som efter att ha tagits hand om av Kaname Kuran bor på den så kallade Cross-akademien. Hon har ett vagt minne av en snöstorm från när hon var fem år där en ond vampyr (av rank E (eng Level E)) försökte bita henne till döds, men då Kaname Kuran räddat henne. Sedan dess har hon alltid varit dragen till Kaname. Hon blir adopterad av Cross Kaien, rektorn av akademien samma natt.
Akademien hålls av rektorn, i syfte att upprätthålla freden mellan vampyrer och människor. Där får Yuuki i uppdrag att tillsammans med Zero Kiryuu vara prefekt. Zero kom till akademien efter att ha förlorat sina föräldrar till en renblodig vampyr. På grund av detta avskyr Zero vampyrer, vilket försvårar arbetet för alla. Hans förflutna ligger försänkt i dunkel, vilket gör att få vet särskilt mycket om honom.
Akademien är uppdelad i två klasser; Dagklassen och Nattklassen. Skillnaden mellan klasserna är att eleverna från Dagklassen är vanliga människor och Nattklassens ovanligt vackra elever är vampyrer, vilket dagklassen är omedvetna om.
Prefekternas uppdrag är att se till att utbytet mellan Nattklassen och Dagklassen går bra, när Nattklassen på kvällen kommer från Mån-elevhemmet och Dagklassen ska tillbaka till Sol-elevhemmet och vice versa. De måste även se till att freden hålls mellan och i klasserna och se till att inget farligt sker. Exempel på detta kan vara att Dagklassens elever smyger ut på nätterna eller att Nattklasselever är ute på dagen. 
På akademin sker mystiska händelser och hemligheter avslöjas efterhand.
'Vampyr-rankingar
Det finns fem olika nivåer av vampyrer.
- Rank A (Level A): Renblodiga vampyrer, sådana som inte har en droppe människoblod i sina ådror. Dessa vampyrer kan med sitt bett förvandla en människa till en vampyr. Renblodiga vampyrer ligger högst upp i ordningen.

- Rank B: Ädla vampyrer/aristokrater. Dessa är högt rankade vampyrer och har oftast någon form av kraft som de kan nyttja. Ädla vampyrer kan inte förvandla människor till vampyrer. Dock är det deras ansvar att ta hand om de ex-människor som har blivit Rank E:are.

- Rank C: Vanliga vampyrer. Dessa har inga krafter och är bara vanliga vampyrmedborgare.

- Rank D: Ex-människorna, det vill säga människor som har blivit förvandlade till vampyrer. Dessa vampyrer faller efter tiden till E-nivå, eftersom de oftast vägrar att dricka blod/blodpiller eller för att deras kroppar inte tar mot blodet.

- Rank E: Dessa vampyrer är den lägsta ranken (Level End). Dessa var tidigare ex-människor, men har fallit offer för blodtörsten och blivit galna. De jagar konstant vanliga människor och dricker deras blod, eftersom deras törst aldrig släcks. Rank E:are blir oftast dödade av de ädlare vampyrerna eftersom de inte har någon kontroll över sig själva och kan rubba ordningen.

## Karaktärer

### Dagklasselever
Yuuki Cross (Kurosu Yuuki), är protagonisten i serien. Hon är en glad tjej som blev adopterad av Kaien Cross, rektorn på Cross Academy. Hon har inga minnen tidigare än från när hon var fem år gammal, då hon räddats av Kaname Kuran från en Rank E-vampyr som hade gått bärsärk. Hon arbetar som prefekt tillsammans med Zero Kiryuu på skolan. Hennes uppgift är att se till att Nattklassen kommer till skolan vid skymningen och att ingen dagklasselev får reda på Nattklassens hemlighet. Hon använder sig av ett vapen som kallas Artemis, en metallstav som utvecklas till runt 1,5 meter. Det är ett antivampyrvapen som ger vampyrer stötar.
Yuuki har även en stark länk till Kaname och Zero. Hon ser Kaname som en hjälte men har ändå känslor för honom. Hon har känslor för Zero också men inser det inte. Hon har alltid sagt att hon vill skydda honom och hjälpa honom att lösa hans problem.
Zero Kiryuu (Kiryuu Zero), är en manlig protagonist i serien. Han förlorade sina föräldrar när han var relativt ung. I stort sett hela hans familj blev dödad av en renblodig vampyr, alla utom Zero som tillsammans med ytterligare en överlevande bär på en hemlighet.
Zero är en asocial och dyster person. Han är prefekt och hjälper Yuuki med att hålla koll på Dagklassen respektive Nattklassen. Han avskyr vampyrer och säger att den enda anledningen han befinner sig på akademien är att han vill hitta det bästa sättet att döda vampyrer på. Zero bär på ett antivampyrvapen, en pistol vid namn "Bloody Rose". Den kan bara skada vampyrer och är ofarlig för människor.
I vissa sammanhang verkar Zero bry sig väldigt mycket om Yuuki, nästan på ett romantiskt sätt men blir ibland väldigt otrevlig. Man får bekräftat att Zero älskar Yuuki när Kaname Kuran säger: "My feelings for Yuuki and your feelings for her are probably the same." (Kaname Kuran hade tidigare sagt att han älskar Yuuki.) Han har svurit att aldrig låta Yuuki bli förvandlad till vampyr.
Sayori "Yori" Wakaba (Wakaba Sayori), är Yuukis bästa vän och delar rum med henne. Hon är väldigt smart och tycker att Nattklassen är kuslig och farlig. Hon är nästan den enda tjejen, förutom Yuuki, som inte faller för Nattklassens charm. Hon bryr sig väldigt mycket om Yuuki och säger alltid lycka till när Yuuki ska gå och lugna ner Dagklassen.

### Nattklass-elever
Kaname Kuran (Kuran Kaname)
Kaname är den vampyr som räddade Yuuki, när hon var fem år gammal. Han har med tiden utvecklat en vänskap med henne, som långsamt går mot romans. Han är väldigt beskyddande mot henne och går hur långt som helst för att hon ska må bra. Det visar sig att han också är Yuukis äldre bror. Fast egentligen är han den första Kuran-anfadern, tillbakaförd av Rido Kuran för att vara hans ultimata tjänare. Han blir uppfostrad av Yuukis föräldrar Juuri och Hariuka Kuran och Yuki föds för att bli hans fästmö. Juuri och Haruka var också syskon.
Kaname är en renblodig vampyr, vilket betyder att han har makten att förvandla en människa till vampyr med sitt bett. Dock gör han det inte gärna, eftersom han är väldigt engagerad i rektorns arbete att främja freden mellan de båda arterna. Det är ofta tack vare att han är där som de flesta i Nattklassen faktiskt sköter sig.
Hans är trankil och stark. Han får vilken vampyr som helst att lyda sig men han kan verka lite depressiv ibland. Hans krafter är helning, otroliga kraftvindar, han kan med sitt bett förvandla en människa till vampyr, och har superhörsel, -fart, -syn och -luktsinne.
Takuma Ichijou (Ichijo Takuma), är en ädel vampyr. En glad, pratsam och social varelse. Han betraktas lite som ovampyr-aktig för sitt humör och dagliga aktiviteter. Han är vän till Kaname och Senri Shiki speciellt. Ibland skickas Takun, som han kallas av sin farfar, ut för att förgöra Level E-vampyrer. Precis som Hanabusa är han glad mot sina fans och älskar uppmärksamheten. Folk kallar honom sällan Takuma, det är alltid Takun eller Ichijou.
Takuma kan slåss med sin katana väldigt bra, men har inte direkt visat att han har någon kraft. Han är barnbarn till Asato Ichijou, en otroligt stark och maktfull person i Vampyrsenaten.
Hanabusa Aidou (Aido Hanabusa)
En vampyr av ädel klass. Han kallas för "Aidoru-senpai" vilket är "Idol-senpai" på japanska med anledning av sitt efternamn som liknar ordet "Aidoru". Han är kusin med Akatsuki Kain och har iskrafter. Han kan manipulera is så som han vill. Han har en ganska rebellisk natur, men är otroligt lojal mot Kaname. Han är ett geni och kan ibland uppträda arrogant och snobbigt. Han har ett ganska bipolärt humör, oftast är han glad, men ibland blir han arg och kan då bli våldsam.
Han är heller inte förtjust i Yuuki och hans ordval och upptåg gör att han ofta blir bestraffad av Kaname.
Akatsuki Kain (Kain Akatsuki)
En lugn, tyst typ, raka motsatsen till sin kusin Hanabusa som är pratglad. Akatsuki är en ädel vampyr, han kan kontrollera eld och har ett rätt så lugnt temperament. Han hamnar ofta i trubbel på grund av Hanabusas upptåg men försöker att slippa det genom att försöka stoppa dem i god tid. 
Han är smart, uppmärksam och ganska positiv. Kain blir kallad för "Wild-senpai" av Dagklass-flickorna. Detta beror främst på hans vilda utseende.
Ruka Souen (Sôuen Ruka)
Ruka är en ädel vampyrflicka som har växt upp med Hanabusa, Akatsuki och Takuma. Hon är väldigt vacker och är älskad av Dagklass-killarna och en person från Nattklassen. Hon ignorerar dock detta och visar bara sin generositet och kärlek till Kaname, som inte besvarar hennes kärlek. Hennes krafter i animen är att kontrollera andras rörelser (Mind control).
Hon avskyr i stort sett Yuuki, eftersom hon är svartsjuk på henne. Hon har en ganska sur och intolerant personlighet.
Senri Shiki (Shiki Senri)
En ädel vampyr. Han jobbar som modell tillsammans med Rima. Dessa två är bästisar, men det verkar som om detta kan bli till en romans senare. Han är son till Rido Kuran och kan manipulera sitt blod och bända det som han behagar. Han och Rima är väldigt förtjusta i chokladen Pocky.
Senri har en ganska tråkig personlighet. Han är ofta uttråkad. Han är negativ och blir ofta tillsagd att vara mer positiv. Men tillsammans med Rima är han något mindre trankil.
Rima Touya (Tôya Rima)
Rima är en vampyr av ädel klass och arbetar som modell tillsammans med Senri Shiki. Hon gillar pocky och matar Senri med det varje natt. Rima är snäppet mer positiv än Senri, men oftast delar de samma humör. Hon är väldigt uppmärksam och långt ifrån dum, och även om Rima inte visar det så bryr hon sig väldigt mycket om sina vänner och om Senri. 
Hon har blixtkrafter, hon kan frammana blixtar från sina händer.
Seiren (Seiren)
Seiren är en ädel vampyr liksom alla andra. Hon är en mystisk person, säger inte mycket och dyker i stort sett bara upp när Kaname behöver henne. Hon är som en livvakt åt Kaname och slåss med dolkar. 
Hennes känslor är väldigt diskreta, och hon handlar mest känslolöst och kallt.

## Kapitel och volymer
För tillfället är mangan uppe i 19 volymer. 82 kapitel har getts ut, varav de senaste kapitlen (49+) inte har getts ut i någon volym ännu.
Första kapitlet gavs ut i tidningen LaLa, där serien publicerades till den 24 maj 2013 då serien avslutades.

## Episoder
Det har sammanlagt gjorts 26 episoder. Första säsongen (Vampire Knight) är 13 episoder lång, och handlar mest om basfakta och Zeros bakgrund. Andra säsongen (Vampire Knight Guilty), episod 14-26, handlar om Yuukis kamp att komma ihåg sin bakgrund och Kanames försök att utplåna det stora hotet.

### Webbkällor
- Officiell webbplats (japanska)
- Anime News Network, Vampire Knight (engelska)
- Anime News Network, Vampire Knight Guilty (engelska)